# Liste der Naturdenkmäler im Bezirk Waidhofen an der Thaya
Die Liste der Naturdenkmäler im Bezirk Waidhofen an der Thaya enthält die  Naturdenkmäler im Bezirk Waidhofen an der Thaya.

## Naturdenkmäler
| Foto |                 | Name | ID     | Standort | Beschreibung | Fläche | Datum      |
| ---- | --------------- | --- | ------ | --- | --- | ------ | ---------- |
| 1    | Datei hochladen | 1 Kaiserlinde                                                                                             | WT-063 | Dietmanns KG: Dietmanns GrStNr: 1469 Standort | |        | 21.09.1989 |
| 0 BW | Datei hochladen | 1 Stieleiche                                                                                              | WT-014 | Dobersberg KG: Großharmanns GrStNr: 300 Standort | Anmerkung: Objektvermutung lt Land NÖ, angegebene GstNr sicher falsch – vermutlich GstNr 300. Im NÖ-GIS wird der Baum im Bezirk Mistelbach, Gemeinde Großharras KG Großharras verortet. Jedoch mit einer ID aus dem Bezirk Waidhofen an der Thaya; GstNr ist da auch 300 statt 298. Bei der Verortung in Großharras handelt es sich vermutlich um einen Kopierfehler. |        | 13.03.1941 |
| 0 BW | Datei hochladen | 1 Sommer- und 1 Winterlinde                                                                               | WT-079 | Gastern KG: Garolden GrStNr: 938/1 Standort | |        | 09.08.2017 |
| 0 BW | Datei hochladen | 4 Stieleichen                                                                                             | WT-078 | Gastern KG: Garolden GrStNr: 2;890 Standort | |        | 09.08.2017 |
| 0 BW | Datei hochladen | Ellendser Moor                                                                                            | WT-074 | Groß-Siegharts KG: Ellends GrStNr: 1236; 1237; 1242; 1245; 1438 Standort | |        | 16.04.1998 |
| 1    | Datei hochladen | 1 Linde u. unmittelbarer Umgebungsbereich                                                                 | WT-036 | Groß-Siegharts KG: Groß-Siegharts GrStNr: 4/6; 2095/2 Standort | |        | 25.11.1957 |
| 1    | Datei hochladen | Linde | WT-047 | Groß-Siegharts KG: Groß-Siegharts GrStNr: 2091 Standort | |        | 12.08.1974 |
| 1    | Datei hochladen | Hangenstein                                                                                               | WT-077 | Karlstein KG: Karlstein GrStNr: 720/1; 722; 579/2 Standort | |        | 10.12.2008 |
| 0 BW | Datei hochladen | Mährische Thaya zw. der österreichischen Staatsgrenze zu Tschechien bis zur Mündung in die Deutsche Thaya | WT-072 | Karlstein KG: Obergrünbach GrStNr: 1168; 1169; 1170 Standort | |        | 20.03.1996 |
| 1    | Datei hochladen | 5 Eichen und 1 Rosskastanie                                                                               | WT-027 | Kautzen KG: Großtaxen GrStNr: 84/1; 85/1; 86/1 Standort | |        | 01.02.1990 |
| 1    | Datei hochladen | Linden in Groß Taxen                                                                                      | WT-056 | Kautzen KG: Großtaxen GrStNr: 410/1 (alt: 415/1) Standort | |        | 09.04.1980 |
| 1    | Datei hochladen | Lindenallee                                                                                               | WT-024 | Kautzen KG: Großtaxen GrStNr: 88/1; 91; 375; 409 Standort | |        |            |
| 1    | Datei hochladen | Teichlehne                                                                                                | WT-028 | Kautzen KG: Großtaxen GrStNr: 85 Standort | |        |            |
| 1    | Datei hochladen | Sommerlinde                                                                                               | WT-041 | Kautzen KG: Illmau GrStNr: 1001 Standort | |        | 12.01.1961 |
| 1    | Datei hochladen | 1 Winterlinde                                                                                             | WT-040 | Kautzen KG: Kleingerharts GrStNr: 351/1 Standort | |        | 10.10.1960 |
| 1    | Datei hochladen | 3 Sommerlinden                                                                                            | WT-042 | Kautzen KG: Tiefenbach GrStNr: 531; 532/1 Standort | |        | 17.01.1961 |
| 1    | Datei hochladen | 1 Eiche (Kaiser-Jubiläums-Eiche)                                                                          | WT-067 | Ludweis-Aigen KG: Blumau a.d. Wild GrStNr: 1504/9 Standort | |        | 22.08.1990 |
| 0 BW | Datei hochladen | 1 Stieleiche                                                                                              | WT-065 | Ludweis-Aigen KG: Blumau a.d. Wild GrStNr: 177 Standort | Anmerkung: Objektvermutung lt Land NÖ, Grundstücksgenau |        | 12.10.1989 |
| 0 BW | Datei hochladen | Streu- und Feuchtwiesen                                                                                   | WT-075 | Ludweis-Aigen KG: Blumau/Wild GrStNr: 1272/1 Standort | Anmerkung: liegt auch im Bezirk Zwettl in der Gemeinde Göpfritz an der Wild, KG Göpfritz an der Wild |        | 11.12.2002 |
| 1    | Datei hochladen | 2 Stieleichen sowie unmittelbarer Umgebungsbereich                                                        | WT-069 | Ludweis-Aigen KG: Ludweis GrStNr: 590 Standort | |        | 01.01.1991 |
| 1    | Datei hochladen | Lindenallee                                                                                               | WT-071 | Pfaffenschlag KG: Großeberharts GrStNr: 1284 Standort | |        | 19.01.1995 |
| 1    | Datei hochladen | 1 Linde                                                                                                   | WT-070 | Raabs an der Thaya KG: Eibenstein GrStNr: 12/5 Standort | |        | 03.02.1992 |
| 1    | Datei hochladen | Lindenallee an der Landesstraße 8065                                                                      | WT-059 | Raabs an der Thaya KG: Alberndorf; Raabs an der Thaya; Speisendorf GrStNr: 646/1; 646/2 – 1035/1 – 550 Standort | |        | 12.06.1980 |
| 1    | Datei hochladen | 1 Sommerlinde und unmittelbarer Umgebungsbereich                                                          | WT-005 | Raabs an der Thaya KG: Kollmitzdörfl GrStNr: 243/1; 244 Standort | |        | 19.10.1989 |
| 1    | Datei hochladen | Einzelbäume (2 Winterlinden, 1 Eiche, 1 Sommerlinde)                                                      | WT-061 | Raabs an der Thaya KG: Kollmitzdörfl GrStNr: 59/8; 155/1; 174/1 Standort | |        | 10.11.1988 |
| 1    | Datei hochladen | Baumgruppe                                                                                                | WT-008 | Raabs an der Thaya KG: Raabs an der Thaya GrStNr: 191/1; 191/2; 228/2 Standort | |        | 30.07.1990 |
| 1    | Datei hochladen | Felsgebilde                                                                                               | WT-011 | Raabs an der Thaya KG: Raabs an der Thaya GrStNr: 698 Standort | Anmerkung: Als „Jungfernstein“ bekannt |        | 03.02.1938 |
| 0 BW | Datei hochladen | Schlosspark                                                                                               | WT-010 | Raabs an der Thaya KG: Raabs an der Thaya GrStNr: 189/1 Standort | |        | 13.12.1935 |
| 0 BW | Datei hochladen | 1 Föhre                                                                                                   | WT-058 | Raabs an der Thaya KG: Rossa GrStNr: 1031/3 Standort | |        | 12.05.1980 |
| 0    | Datei hochladen | 7 Eiben                                                                                                   | WT-004 | Raabs an der Thaya KG: Speisendorf GrStNr: 199/1 | Anmerkung: Am Häuslberg südlich von Eggersdorf |        |            |
| 1    | Datei hochladen | Hohlweg                                                                                                   | WT-073 | Raabs an der Thaya KG: Speisendorf GrStNr: 538 Standort | |        | 22.12.1998 |
| 0 BW | Datei hochladen | Fischteich mit 2 Stieleichen                                                                              | WT-053 | Raabs an der Thaya KG: Wetzles GrStNr: 224 Standort | |        | 11.05.1978 |
| 1    | Datei hochladen | Schreckenstein                                                                                            | WT-002 | Raabs an der Thaya KG: Primmersdorf GrStNr: 135/3 Standort | |        | 11.07.1927 |
| 0 BW | Datei hochladen | 4 Linden                                                                                                  | WT-045 | Raabs an der Thaya KG: Nonndorf GrStNr: 726/1 Standort | |        | 12.02.1962 |
| 1    | Datei hochladen | Mährische Thaya zw. der österreichischen Staatsgrenze zu Tschechien bis zur Mündung in die Deutsche Thaya | WT-072 | Raabs an der Thaya KG: Alberndorf; Großau; Modsiedl; Raabs; Rossa; Süssenbach; Unterpertholz; Weikertschlag; Wilhelmshof; Ziernreith GrStNr: 653 – 773 – 1303; 1304; 1305 – 1054; 1055 – 1063; 1064 – 841; 842 – 1147; 1148; 1149 – 695; 696; 697 – 211 – 524 Standort                                                                                              | |        | 20.03.1996 |
| 1    | Datei hochladen | 1 Sommerlinde (Raabser-Linde) u. mitgeschützter Umgebungsbereich                                          | WT-033 | Raabs an der Thaya KG: Oberndorf/Raabs GrStNr: 919/4 Standort | namensgebend für den Ort Siedlung Linde |        | 01.06.1954 |
| 1    | Datei hochladen | Allee entlang der LH61                                                                                    | WT-062 | Vitis KG: Eulenbach; Heinreichs GrStNr: 1630; 1631 – 1133 Standort | |        | 01.12.1988 |
| 1    | Datei hochladen | Lindenallee a.d. LHStr. 8112                                                                              | WT-057 | Vitis KG: Sparbach GrStNr: 1235 Standort | |        | 08.04.1980 |
| 1    | Datei hochladen | 1 Eiche                                                                                                   | WT-066 | Vitis KG: Vitis GrStNr: 2380/1 Standort | |        | 18.05.1990 |
| 1    | Datei hochladen | Lindenallee (77 Bäume)                                                                                    | WT-055 | Vitis KG: Vitis GrStNr: 2401/1 Standort | |        | 18.09.1989 |
| 1    | Datei hochladen | Fuchsteich                                                                                                | GD-066 | Vitis KG: Großrupprechts GrStNr: 1035; 1040; 826; 833; 837; 823; 430; 862; 864; 832; 824; 859; 860/1; 860/2; 861; 828; 829; 858; 840; 819; 822; 838; 839; 846; 863; 865; 935; 936; 946; 827; 929; 938; 1032; 1042; 1046; 1033; 930; 931; 932; 933; 934; 825; 1039; 927; 928; 856; 943; 1038; 937/2; 939; 940; 941; 957; 1031; 1041; 1036; 1037; 1044; 1045 Standort | Anmerkung: Der Fuchsteich befindet sich auch in der Katastralgemeinde Hirschbach, Gemeinde Hirschbach im Bezirk Gmünd. |        | 20.07.1977 |
| 0 BW | Datei hochladen | 1 Birkenallee                                                                                             | WT-012 | Waidhofen an der Thaya KG: Altwaidhofen; Waidhofen GrStNr: 366; 367 – 1495/1; 1494 Standort | Anmerkung: Gst. 366/2 |        | 06.10.1959 |
| 1    | Datei hochladen | 3 Stieleichen                                                                                             | WT-035 | Waidhofen an der Thaya KG: Hollenbach GrStNr: 949/1 Standort | |        | 04.10.1957 |
| 1    | Datei hochladen | Felsgebilde sowie mitgeschützte Umgebung                                                                  | WT-003 | Waidhofen an der Thaya KG: Kleineberharts GrStNr: 388/1 Standort | Anmerkung: Als „Paulstein“ bekannt |        | 18.09.1989 |
| 1    | Datei hochladen | 2 Winterlinden                                                                                            | WT-038 | Waidhofen an der Thaya KG: Waidhofen a.d. Thaya GrStNr: 1434/1 Standort | |        | 10.02.1959 |
| 1    | Datei hochladen | Baumgruppe: 33 Sommer- und Winterlinden (Linden im Schimmelpark)                                          | WT-052 | Waidhofen an der Thaya KG: Waidhofen a.d. Thaya GrStNr: 260/1 Standort | |        | 12.01.1978 |
| 0 BW | Datei hochladen | Lindenallee am Ölberg                                                                                     | WT-049 | Waidhofen an der Thaya KG: Waidhofen a.d. Thaya GrStNr: 1442 Standort | |        | 13.01.1978 |
| 1    | Datei hochladen | Lindenallee Nordpromenade                                                                                 | WT-050 | Waidhofen an der Thaya KG: Waidhofen a.d. Thaya GrStNr: 1441 Standort | |        | 11.01.1978 |
| 1    | Datei hochladen | Straßenallee                                                                                              | WT-051 | Waidhofen an der Thaya KG: Waidhofen a.d. Thaya GrStNr: 1460/1; 1464/1; 1464/2 Standort | |        | 23.01.1978 |
| 1    | Datei hochladen | 2 Sommerlinden                                                                                            | WT-043 | Waidhofen an der Thaya-Land KG: Buchbach GrStNr: 1645/9 Standort | |        | 18.05.1961 |
| 1    | Datei hochladen | Lindenallee                                                                                               | WT-071 | Waidhofen an der Thaya-Land KG: Buchbach; Griesbach GrStNr: 1789; 1645/23 – 242/2 Standort | |        | 19.01.1995 |
| 1    | Datei hochladen | 1 Eiche                                                                                                   | WT-068 | Waidhofen an der Thaya-Land KG: Nonndorf GrStNr: 675/6 Standort | |        | 06.09.1990 |
| 0 BW | Datei hochladen | Orchideenwiese                                                                                            | WT-076 | Windigsteig KG: Edengans GrStNr: 127; 128; 360 Standort | |        | 31.07.2008 |
| 1    | Datei hochladen | 4 Linden                                                                                                  | WT-046 | Windigsteig KG: Grünau GrStNr: 1; 5 Standort | |        | 01.03.1973 |
| 1    | Datei hochladen | Lindenallee 35 Winterlinden                                                                               | WT-054 | Windigsteig KG: Kottschallings GrStNr: 249/1; 254/5 Standort | |        | 08.03.1978 |
| 1    | Datei hochladen | Lindenallee a.d. LHStr. 8112                                                                              | WT-057 | Windigsteig KG: Kleinreichenbach GrStNr: 743 Standort | |        | 08.04.1980 |

## Ehemalige Naturdenkmäler
| Foto |                 | Name                                 | ID     | Standort                                        | Beschreibung | Fläche | Datum      |
| ---- | --------------- | ------------------------------------ | ------ | ----------------------------------------------- | ------------ | ------ | ---------- |
| 1    | Datei hochladen | 2 Sommerlinden                       | WT-006 | Dietmanns KG: Dietmanns GrStNr: 3/3 Standort    |              |        | 19.02.2003 |
| 1    | Datei hochladen | 1 Sommerlinde                        | WT-025 | Kautzen KG: Großtaxen GrStNr: 88/1 Standort     |              |        |            |
| 1    | Datei hochladen | Lindenbaumreihe in Großtaxen         | WT-048 | Kautzen KG: Großtaxen GrStNr: 408/3 Standort    |              |        | 09.03.1978 |
| 0    | Datei hochladen | Baumgruppe(2 Sommerlinden, 1 Ahorn)  | WT-064 | Loibes KG: Loibes GrStNr: 296                   |              |        | 12.10.1989 |
| 0    | Datei hochladen | Säulenwacholderbestand Pfaffengraben | WT-060 | Raabs an der Thaya KG: Eibenstein GrStNr: 127/1 |              |        | 16.01.1981 |

| Foto:                    | Fotografie des Naturdenkmals. Klicken des Fotos erzeugt eine vergrößerte Ansicht. Daneben finden sich zwei Symbole: \| Weitere Bilder vorhanden \| Das Symbol bedeutet, dass weitere Fotos des Objekts verfügbar sind. Durch Klicken des Symbols werden sie angezeigt. \| \| Eigenes Foto hochladen \| Durch Klicken des Symbols können weitere Fotos des Objekts in das Medienarchiv Wikimedia Commons hochgeladen werden. \| |
| Name:                    | Bezeichnung des Naturdenkmals laut offiziellen Quellen |
| ID                       | Identifikator |
| Standort:                | Es ist die Gemeinde und falls vorhanden die Adresse angegeben. Darunter sind die Katastralgemeinde (KG) und die Grundstücksnummer angeführt. Durch Aufruf des Links Standort wird die Lage des Denkmals in verschiedenen Kartenprojekten angezeigt. |
| Beschreibung             | Kurze Beschreibung des Naturdenkmals |
| Fläche                   | Fläche des Naturdenkmals in Hektar (ha) |
| Datum                    | Datum oder Jahr der Unterschutzstellung |
| Weitere Bilder vorhanden | Das Symbol bedeutet, dass weitere Fotos des Objekts verfügbar sind. Durch Klicken des Symbols werden sie angezeigt. |
| Eigenes Foto hochladen   | Durch Klicken des Symbols können weitere Fotos des Objekts in das Medienarchiv Wikimedia Commons hochgeladen werden. |